# Singha
Singha (en tailandés: สิงห์; RTGS: Singha) es una pale lager  de baja fermentación elaborada por Boon Rawd Brewery. Fundada en 1933 por Boonrawd Srethabutra, fue la primera cervecería en abrirse en Tailandia. Desde entonces la cervecería ha tenido una gran expansión siendo actualmente la cervecera más importante de Tailandia y sus productos son exportados a muchos países del mundo.
En la etiqueta de esta cerveza se aprecian dos animales mitológicos, uno en el centro de la etiqueta el Singha que es un poderoso león mitológico, presente en antiguas historias indias, hindúes y tailandesas y otro el Garuda en la etiqueta del cuello que es un pájaro que da fe de que esta cervecería ha recibido la aprobación de la familia real tailandesa como una compañía de reputación favorable a largo plazo.
Elaborada con tres lúpulos Saaz, Perle y Hallertau, esta cerveza es de color rubio claro su espuma blanca es no muy abundante y su carbonatación media.

## Historia
Praya Bhirom Bhakdi recibió una licencia para elaborar cerveza del gobierno tailandés. En mayo de 1933, comenzó la construcción de una cervecería. El 4 de agosto de 1933 es la fecha oficial de fundación de Boon Rawd Brewery. En marzo de 1934, comenzó la producción. Se elaboraron tres cervezas: Golden Kite, Singha y Stupa.
La orden real se entregó el 25 de octubre de 1939. Boon Rawd es la única cervecería a la que se le permite exhibir el Garuda real en el cuello de botella. El Singha es un poderoso león mitológico, que se encuentra en antiguas historias de indios y tailandeses.
Boon Rawd compró dos cervecerías alemanas en Hartmannsdorf y Mittweida, Sajonia en 1994. Algunas cerveza Singha se elaboran en Alemania por Schlossbrauerei Au-Hallertau bajo licencia de Singha Corporation Co., Ltd ..
A partir de septiembre de 2007, una versión del 5.0% (abv) de Singha reemplazó el 6.0% (abv) original. Esta nueva versión, aún elaborada en Tailandia por Pathmthani Brewery Co Ltd, establece en su etiqueta haber sido elaborada bajo la supervisión de Singha Corporation Co. Ltd., en lugar de Boon Rawd.
Singha es una de las cervezas más vendidas en Tailandia y la capacidad de producción de cerveza se ha descrito en "mil millones de litros por año".[cita requerida]
Singha ha estado disponible en una variedad de supermercados del Reino Unido desde 2010 (Tesco, Waitrose, Sainsburys, Asda y Morrisons) y también en restaurantes tailandeses. Hay ventas crecientes de Singha en bares en el Reino Unido, tras el lanzamiento del proyecto Singha en 2011.
Desde 2013, se informó que se había producido cerveza Singha en la planta rusa de Carlsberg para su distribución en algunos mercados, pero incluso en 2016, Singha embotellada en el Reino Unido tenía una etiqueta que decía "elaborada exclusivamente en Tailandia desde 1933". También se dice que Singha utiliza ocho plantas de Carlsberg en Asia para la producción, como parte de un acuerdo para compartir las instalaciones de producción y los mercados.

## Publicidad
Singha fue el patrocinador oficial del equipo de Fórmula 1 Powerboat de Francesco Cantando desde mediados de la década de 1990 hasta el final de la temporada 2013, lo que la convierte en una de las alianzas más largas en la historia del deporte. Para 2014, Motorglass.it reemplazó a Singha como el nuevo patrocinador principal del equipo de Cantando.
En 2010, Singha formó una sociedad de cuatro años con el club de fútbol de la Premier League Chelsea. La compañía ya tenía una asociación similar con el Manchester United.
En la temporada 2010 de Fórmula 1, el logotipo de Singha se vio en la librea del equipo Red Bull Racing.
En 2014, Singha se convirtió en la primera Cerveza Oficial del Campeonato del Mundo de MotoGP de FIM y patrocinadora oficial del Professional Darts Corporation Grand Slam of Darts.
En 2015, Singha se convirtió en patrocinador personal del piloto de Fórmula 1, Kimi Räikkönen.
En 2018 Singha se convirtió en el patrocinador oficial del Oxford United Football Club.